# Nicolas Mazier
Nicolas Mazier, né le 21 novembre 1991 à Clermont-Ferrand et mort le 29 août 2023 à Basheer (en) en Iraq dans le cadre de l'opération Chammal, est un militaire français, sergent du CPA 10 de Bricy. Mort pour la France, il est promu au grade de sergent-chef.

## Biographie

### Parcours militaire
Natif de Clermont-Ferrand dans le Puy-de-Dôme, Nicolas Mazier grandit à Dole et Damparis dans le Jura. Il milite aux Jeunes populaires avant d'intégrer le 16e bataillon de chasseurs à pied de l'armée de terre en 2011,. Il rejoint par la suite l'armée de l'air, d'abord au sein du Commando parachutiste de l'air (CPA) no 20 d'Orange de 2017 à 2019, puis du CPA 30 de 2019 à 2021 (ou 2020) et enfin du CPA 10 de 2021 (ou 2020) à sa mort.
Au cours de sa carrière, il participe à de nombreuses opérations extérieures (Boali et Sangaris en Centrafique, Barkhane au Mali et au Burkina Faso, Tamour 2 en Jordanie, Apagan en Afghanistan et enfin Chammal en Irak) et reçoit plusieurs distinctions (médaille d'Outre-Mer, médaille de la Défense nationale et enfin croix de la Valeur militaire en février 2023).

#### Mort
Engagé dans l'opération Chammal depuis le 21 mai ou le 19 juillet 2023, Nicolas Mazier participe le 28 août 2023 à une mission de reconnaissance aux côtés des forces de sécurité irakiennes (en) dans le désert d'al-Aïth. C'est lors de cette dernière qu'il tombe avec d'autres soldats dans une embuscade de Daech. S'ensuit un échange de tirs de près de cinq heures au cours duquel il est mortellement blessé. Trois à quatre autres militaires français et deux à cinq militaires irakiens reçoivent quant à eux des blessures non létales,,. Les militaires français blessés sont évacués vers un hôpital militaire américain de Bagdad.
Initialement présenté comme mort dans la zone des combats le jour-même, Nicolas Mazier est indiqué comme décédé à Basheer (en) (soit une soixantaine de kilomètres plus au nord) le lendemain sur le site Mémoire des hommes.

## Distinctions
- Médaille de la Défense nationale, échelon bronze
- Croix de la Valeur militaire

### Hommage
Le 29 août, jour de l'annonce de son décès, les députées jurassiennes Justine Gruet et Danielle Brulebois ainsi que le président de la République, Emmanuel Macron, lui rendent hommage sur les médias sociaux (Twitter, Facebook).
Le maire de Dole, Jean-Baptiste Gagnoux, lui rend également hommage. Un registre de condoléances est ouvert dans le hall de l'hôtel de ville de Dole le 31 août et une cérémonie officielle se déroule au monument aux morts du cimetière de Landon le 6 septembre en présence de la famille et des autorités civiles et militaires,.
Un hommage national lui est rendu le 5 septembre aux Invalides à Paris.
Le 1er février 2024, une place d'armes du CPA 10 est inaugurée sur la base aérienne 123, et prend le nom de Sergent-Chef Nicolas Mazier pour honorer sa mémoire.

### Note
1. ↑  D'une superficie totale d'environ 300 km2, le désert d'al-Aïth est situé à cheval sur les districts (en) de Hawija (en) (province de Kirkouk) et de Touz Khormatou (en) (province de Salahedine), à 145 km au nord de Bagdad et à 90 km au sud de Kirkouk[6].